# To'lepbergen Qayi'pbergenov
To'lepbergen Qayi'pbergenov (karakalpakisch: Төлепберген Қайыпбергенов; * 7. Mai 1929 in Aul Shortanbay, Bezirk Kegeyli, Karakalpakische Autonome Oblast; † 14. September 2010) war ein karakalpakischer bzw. sowjetischer Schriftsteller. Er war Träger der Orden Volksdichter Usbekistans  und Volksdichter der Karakalpakischen ASSR.

## Leben
Im Jahr 1947 absolvierte Qayi'pbergenov die Pädagogische Schule Chodschalinski und begann danach seine berufliche Tätigkeit als Lehrer. Nach Abschluss am Karakalpakischen Staatlichen Pädagogischen Institut im Jahr 1955 arbeitete er als literarischer Mitarbeiter der literarisch-künstlerischen Zeitschrift „Амударья“ (Amudarja) des Karakalpakischen Schriftstellerverbandes.
Von 1955 bis 1957 war er Mitarbeiter der Zeitschrift „Амударья“ (Amudarja), von 1955 bis 1957 war er zusätzlich gleichzeitig Herausgeber des Radios Karakalpak, ehe er 1957–1958 für ein Jahr als Geschäftsführer der Schriftstellervereinigung Karakalpakstan fungierte. 1958–1959 war er Stellvertretender Direktor des Radios Karakalpak. Von 1959 bis 1960  Herausgeber der Zeitung „Жас Ленинши“ (Dschas Leninschi), bevor er 1960–1962 die Position des Direktors des Staatsverlags Karakalpak besetzte. Von 1964 bis 1967 war er Herausgeber des Staatlichen Komitees für Fernsehen und Rundfunk der Karakalpakischen ASSR. In der Zeit von 1967 bis 1980 arbeitete er als Vorsitzender des Staatskomitees für Druck, Buchdruck und Buchhandel beim Ministerrat der Karakalpakischen ASSR.
Im Jahr 1980 wurde er auf dem Kongress mit der Mehrheit der Stimmen zum Vorsitzenden des Karakalpakischen Schriftstellerverbandes gewählt und löste damit Ibrahim Yusupov von dieser Position ab. Er führte den Verband bis zu seinem Tod. Ebenfalls 1980 wurde er zum stellvertretenden Vorsitzenden des usbekischen Schriftstellerverbandes und damit zu den leitenden Organen des Schriftstellerverbandes der UdSSR gewählt.
Im Jahr 1982 wurden auf seine Initiative erstmals Literaturtage der Unionsrepubliken der UdSSR in Karakalpakstan abgehalten.
Im Jahr 1987 wurde Qayi'pbergenov zum stellvertretenden Vorsitzenden des Obersten Rates von Karakalpakstan gewählt und leitete den Schriftstellerverband gleichzeitig
Von 1989 bis 1991 war er Abgeordneter des Volkes der Sowjetunion und Mitglied des Rates der Nationalitäten des Obersten Rates der UdSSR.
1995 wurde er zum Vorsitzenden des Vorstands der Stiftung der Versammlung der Kulturen der Völker Zentralasiens gewählt.

## Literarisches Schaffen
Im Jahr 1951 wurde sein erstes Gedicht, „Тилегим“ (Tilegim), in der Zeitung „Жас Ленинши“ (Schas Leninschi) veröffentlicht. Im Jahr 1955 wurde sein Werk „Почтальон келгенде“ (Postbote Kelgende) ebenfalls in der Zeitung „Жас Ленинши“ veröffentlicht. Im Jahr 1956 erschien seine erste Erzählung mit dem Titel „Секретарь“ (Sekretär).
Seitdem schrieb er im prosaischen Genre. Insgesamt wurden etwa 100 Bücher in karakalpakischer, usbekischer, russischer, türkischer und anderen Sprachen veröffentlicht (praktisch in allen Sprachen der Unionsrepubliken). Zu den Erzählungen und Romanen des Schriftstellers gehören „Спасибо, учитель“ (Danke, Lehrer), „Ледяная капля“, „Секретарь“, „Дочь Каракалпакии“.

### Verfilmung
- 1981: «Непокорная» —nach dem Roman „Tochter von Karakalpakstan“

## Auszeichnungen
Qayi'pbergenov erhielt den Orden „Held Usbekistans“.
Er wurde mit der „Shukhrat“-Medaille, den Orden „Дустлик“ und „Эль-юрт хурмати“ ausgezeichnet. Er bekam den Staatspreis der UdSSR (1986) für die Trilogie „Dastan über die Karakalpaks“ („Сказание о Маман-бие“, „Несчастные“, „Неприкаянные“).
- 1967 wurde er mit dem Staatspreis des Berdakh-Preises (Karakalpakstan) für die Dialogreihe „Die Tochter des Karakalpak“ ausgezeichnet.
- 1971 wurde er mit dem Staatspreis des Hamza-Preises (Usbekistan) für die Erzählung „Danke, Lehrer!“ ausgezeichnet.
- 1974 wurde ihm der ehrenvolle Titel „Volksdichter der Karakalpakischen ASSR“ verliehen.
- 1993 wurde ihm der ehrenvolle Titel „Volksdichter Usbekistans“ verliehen.[5]
- 1995 wurde er mit dem internationalen Mahmud Kashgari-Preis für den Roman „Karakalpakname“ ausgezeichnet.
- 2004 wurde er mit dem internationalen Mikhail Sholokhov-Preis für das Buch „Briefe ins Jenseits, Großvater“ ausgezeichnet.

Ehrenbürger der Städte Nabereschnyje Tschelny (Russland), Qysylorda (Kasachstan). Er wurde wiederholt als Abgeordneter des Joqarǵi Keńes der Republik Karakalpakstan und des Stadtrats von Nukus gewählt.